# Kanton Poissons
Poissons is een kanton van het Franse departement Haute-Marne. Het kanton maakt deel uit van het arrondissement Saint-Dizier.

## Gemeenten
Het kanton Poissons omvatte tot en met 2014 de volgende gemeenten:
- Aingoulaincourt
- Annonville
- Cirfontaines-en-Ornois
- Échenay
- Effincourt
- Épizon
- Germay
- Germisay
- Gillaumé
- Lezéville
- Montreuil-sur-Thonnance
- Noncourt-sur-le-Rongeant
- Pancey
- Paroy-sur-Saulx
- Poissons (hoofdplaats)
- Sailly
- Saudron
- Thonnance-les-Moulins

Ingevolge het decreet van 17 februari 2014, met uitwerking in maart 2015 werden de kantons heringedeeld. Sindsdien omvatte het kanton 67 gemeenten. 

Door de fusie in 2016 van Bourmont en Nijon tot Bourmont-entre-Meuse-et-Mouzon, waaraan in 2018 Goncourt werd toegevoegd, telt het nu volgende 65 gemeenten
- Aillianville
- Aingoulaincourt
- Annonville
- Audeloncourt
- Bassoncourt
- Bourg-Sainte-Marie
- Bourmont-entre-Meuse-et-Mouzon
- Brainville-sur-Meuse
- Breuvannes-en-Bassigny
- Busson
- Chalvraines
- Chambroncourt
- Champigneulles-en-Bassigny
- Chaumont-la-Ville
- Cirfontaines-en-Ornois
- Clinchamp
- Doncourt-sur-Meuse
- Échenay
- Effincourt
- Épizon
- Germainvilliers
- Germay
- Germisay
- Gillaumé
- Graffigny-Chemin
- Hâcourt
- Harréville-les-Chanteurs
- Huilliécourt
- Humberville
- Illoud
- Lafauche
- Leurville
- Levécourt
- Lezéville
- Liffol-le-Petit
- Longchamp
- Maisoncelles
- Malaincourt-sur-Meuse
- Manois
- Mennouveaux
- Merrey
- Millières
- Montreuil-sur-Thonnance
- Morionvilliers
- Noncourt-sur-le-Rongeant
- Orquevaux
- Outremécourt
- Ozières
- Pansey
- Paroy-sur-Saulx
- Poissons
- Prez-sous-Lafauche
- Romain-sur-Meuse
- Sailly
- Saint-Blin
- Saint-Thiébault
- Saudron
- Semilly
- Sommerécourt
- Soulaucourt-sur-Mouzon
- Thol-lès-Millières
- Thonnance-les-Moulins
- Vaudrecourt
- Vesaignes-sous-Lafauche
- Vroncourt-la-Côte